# Ladislav Hrabal
Ladislav Hrabal (8. března 1938 Praha – 30. ledna 2021) byl český komunální politik, bývalý starosta městské části Praha-Klánovice (od roku 2006 do ledna 2009), seniorský sportovní reprezentant (stolní tenis), soudní znalec v oboru doprava a kandidát Strany zelených pro volby do Senátu v obvodu 24 v roce 2008. Všeobecně známým se stal v souvislosti s bojem proti záměru na výstavbu golfového areálu v Klánovickém lese.

## Dětství a studia
Hrabal se narodil v Praze, během válečného protektorátu se však s rodiči přestěhovali do Klánovic. Absolvoval tamní měšťanskou školu (dnes Masarykova základní škola) a následkem špatného kádrového posudku byl nucen v roce 1953 místo studia na střední škole nastoupit do učení v závodě Avia Letňany (tehdy závody Jiřího Dimitrova). Podnik jej po vyučení vyslal na Střední průmyslovou školu strojnickou v Betlémské ulici. Následně byl přijat i na České vysoké učení technické v Praze. V osmdesátých letech v rámci aspirantury na ČVUT v Praze absolvoval zároveň na Vysokém učení technickém v Brně studium na katedře soudního inženýrství a byl jmenován soudním znalcem v oboru dopravy se zaměřením na nehody a odhady automobilů.

## Profesní dráha
Po dostudování střední a vysoké školy Hrabal nastoupil na "umístěnku" do ČKD Lokomotivka v Praze-Libni. Po několika letech přešel do konzultačního střediska pro valivá ložiska podniku ZVL, kde se mj. zabýval výpočtem valivých těles pojízdné dráhy pro přesun kostela nanebevzetí Panny Marie v asanovaném Mostě nebo výpočtem ložisek převodovky automobilu Tatra 613. V roce 1973 v důsledku reorganizace podniku nastoupil do generálního ředitelství Československých automobilových závodů v Praze. Po obnovení pražské pobočky ZVL na začátku osmdesátých let dvacátého století se sem vrátil v pozici ředitele. Naposledy změnil zaměstnavatele v roce 1987, kdy se stal zástupcem ředitele české pobočky německého koncernu INA (dnes Schaeffler). Společnost se specializuje na výrobu valivých ložisek s požadavkem na vysokou přesnost.
Hrabal je autorem řady odborných i populárních publikací v oboru valivých a kluzných ložisek a je držitelem několika patentů. Teoretické články publikoval i na téma tenis a získal dva patenty na konstrukci tenisové rakety.

## Sport
Ladislav Hrabal byl po celý svůj život aktivním sportovcem. V období práce v letňanské Avii hrál v tehdejším klubu ATK (armádní tělovýchovný klub, předchůdce Dukly) první dorosteneckou ligu v hokeji a dorostenecký krajský přebor ve fotbale. Během studií na průmyslovce hrál za Klánovice krajský přebor ve volejbale a začal chytat za sousední Újezd nad Lesy I. A třídu ve fotbale. Ve stejné době hrál za Klánovice druhou třídu ve stolním tenisu a stal se v tomto sportu krajským přeborníkem Středočeského kraje (spolu s mladoboleslavským Krupičkou).
V roce 1975 Hrabalem vedené mužstvo Klánovic vyhrálo pražskou divizi ve stolním tenisu, a postoupilo tak do II. ligy. V dalším roce už tento tým svůj úspěch neobhájil. V devadesátých letech hrál pět let za Teslu Žižkov (II. liga), do roku 2004 hrál patnáct let za Sokol Kyje.
Mezi roky 1993–2003 byl předsedou oddílu klánovického tenisu. Stál za dohodou s restituentem části tamního tenisového areálu a inicioval jeho pojmenování na Kurty Karla Koželuha.
V posledních 20 letech reprezentoval Česko v mezinárodních soutěží ve stolním tenisu. Hrál na mistrovství Evropy seniorů ve Vídni (1995) a v Praze (1997); na mistrovstvích světa seniorů v Dublinu (1992), Melbourne (1994), Lillehammeru (1996), Vancouveru (2000), Jokohamě (2004) a v květnu 2008 v Rio de Janeiru.

## Politická dráha
Poprvé se Hrabal stal obecním zastupitelem v roce 1990, záhy se však mandátu vzdal kvůli péči o vážně nemocnou manželku. Podruhé se začal angažovat v komunální politice po roce 2005, kdy se zapojil do boje proti záměru výstavby golfového sportovně-kulturního areálu na úkor Klánovického lesa. V roce 2006 se stal lídrem komunální kandidátky Volba pro Klánovice, která ve volbách zvítězila se ziskem 38 % hlasů. Hrabal byl na první schůzi zastupitelstva zvolen starostou městské části.
V roce 2007 Ladislav Hrabal vstoupil do Strany zelených, v dubnu 2008 přijal kandidaturu na místo senátora ve volebním obvodu 24 (východ Prahy). Ve volbách získal v průměru 5,32 %; výrazně zvítězil jen v domovských Klánovicích, kde pro něj hlasovalo 34,54 % voličů.
V lednu 2009 byl z funkce starosty MČ Praha – Klánovice odvolán 7 hlasy z 9členného zastupitelstva.